# Telesud
Telesud è stata un'emittente televisiva palermitana.

## Storia
Nata nel 1985, disponeva di studi di circa 200 m², nei quali venivano prodotti i format d'informazione. In passato, con la stessa emittente, hanno collaborato personaggi come Ficarra e Picone, Sasà Salvaggio, Filippo Marsala, Ottavio Amato e Tony Sperandeo.
Intorno a metà anni 2010, l'emittente ha cambiato denominazione in Che TV (modificando in parte la programmazione). Qualche anno dopo, Che TV ha cominciato a trasmettere la programmazione di Radio Time TV, emanazione televisiva della nota emittente radiofonica palermitana Radio Time, che dal 2020 è diventata una "visual radio", diventando quindi un canale completamente autonomo: di conseguenza, è stato definitivamente eliminato dai teleschermi il marchio di Che TV.

## Programmi
Tra le trasmissioni di punta (fino ai primi anni 2010):
- Preview, trasmissione televisiva che si occupava di cultura, moda e spettacolo, andata in onda dal 1995 al 2010 e condotta da Giuseppe Rizzuto fino al 1997, da Max Geraci fino al 1999 e da Filippo Marsala fino al 2010.
- Notte Mediagol, l'approfondimento sportivo sul Palermo e la Serie A a cura di William Anselmo, andato in onda ogni sera delle 23 a mezzanotte, in diretta anche tramite video streaming su Mediagol.it.
- Tifosi, il lunedì rosanero con Carlo Cangemi e Federico Orlando dove ogni settimana alle 21.30 veniva data voce ai tifosi del Palermo.
- Palermo in campo, ogni domenica alle ore 13:00 tutto sul prepartita della formazione rosanero. Conduceva Fulvio Mondello.
- Casa Minutella, il salotto d'attualità con Massimo Minutella. Dal martedì al venerdì dalle 13.30 alle 14.30.